# Suchosaurus
Genre
Espèce
Synonymes
Baryonix?
Suchosaurus (signifiant « lézard « crocodile ») est un genre de dinosaures théropodes du Crétacé inférieur retrouvé en Angleterre. D'abord classé chez les crocodiles, le genre est fondé sur des fossiles de dents.
Classé chez les Spinosauridae, les échantillons de Suchosaurus ne se distinguent pas des équivalents chez Cristatusaurus et Suchomimus, ce qui en fait un Baryonychinae indéterminé. Le genre est considéré nomen dubium par Octávio Mateus et al. en 2011.

## Histoire
Aux environs de 1820, Gideon Mantell acquiert des dents de Spinosauridae recueillies près de Cuckfield, dans la formation géologique des Wadhurst Clay (en) du Sussex de l'Est. Les échantillons font partie du lot BMNH R36536.
En 1822, Mantell souligne les restes dans une publication, classés chez les crocodiles d'après une identification faite par William Clift. En 1824, les dents sont décrites et illustrées par Georges Cuvier, ce qui en fait la première illustration d'un fossile de Spinosauridae.
En 1827, Mantell décrit des dents supplémentaires, soulignant des similitudes avec Teleosaurus et Gavialis. L'une d'elles forme le spécimen BMNH R4415, les autres sont une partie de BMNH R36536.
En 1841, Richard Owen, se basant sur BMNH R36536 comme une série de syntypes, crée le sous-genre Crocodylus (Suchosaurus) et l'espèce-type Crocodylus (Suchosaurus) cultridens. Le nom générique est tiré du grec σοῦχος (souchos, nom du dieu crocodile égyptien Sobek). Le nom spécifique est tiré du latin culter (« dague ») et dens (« dent »). L'année suivante, Owen classifie à nouveau le taxon comme un sous-genre, mais plus tard, lui et d'autres chercheurs utiliseront le taxon comme un genre à part.
En 1878, Owen classe certaines vertèbres chez Suchosaurus, mais ces dernières seront reclassées chez Ornithischia par Richard Lydekker en 1888.
En 1884, commentant une image, Owen parle une dent de Suchosaurus leavidens, mais on considère par la suite que cela est un lapsus calami car l'espèce n'est pas abordée ailleurs.
En 1897, Henri-Émile Sauvage nomme une deuxième espèce : Suchosaurus girardi, fondée sur deux fragments de mâchoire (MG324) et une dent retrouvés  par Paul Choffat au Portugal. Le nom spécifique est donné en l'honneur du géologue français Albert Girard. Considérée perdue, la dent est redécouverte et classée MNHN/UL.I.F2.176.1.
Au cours du XIXe et d'une bonne partie du XXe siècle, le genre est considéré comme ayant été une sorte de crocodile bizarre, appartenant peut-être aux Pholidosauridae.
En 1998, Angela Milner réalise que les dents appartenant au Spinosauridae sont très similaires à celle de Suchosaurus. En 2003, elle affirme que les deux genres ne forment qu'un seul animal. Cela impliqueraitAn identity would imply the name Suchosaurus has priority.
En 2007, le matériel lié à S. girardi est reclassé par Éric Buffetaut sous le nom Baryonyx walkeri, affirmant que Suchosaurus est un synonyme.